# Phoniscus atrox
Phoniscus atrox (Miller, 1905) è un pipistrello della famiglia dei Vespertilionidi diffuso nell'Ecozona orientale.

## Descrizione

### Dimensioni
Pipistrello di piccole dimensioni, con la lunghezza della testa e del corpo tra 43 e 46 mm, la lunghezza dell'avambraccio tra 31 e 35 mm, la lunghezza della coda tra 35 e 40 mm, la lunghezza del piede tra 7,4 e 7,6 mm, la lunghezza delle orecchie tra 12,5 e 14 mm e un peso fino a 5,5 g.

### Aspetto
La pelliccia è lunga e soffice. Le parti dorsali sono bruno-dorate con la base dei peli bruno-grigiastra, la parte centrale divisa in due bande bruno-arancione e nerastra scura e la punta giallo-brunastra, mentre le parti ventrali sono più chiare e più grigiastre. Il muso è lungo, appuntito e con le narici ravvicinate. Gli occhi sono piccolissimi. Le orecchie sono nerastre, lunghe, strette, ben separate, a forma di imbuto e con una concavità sul bordo posteriore appena sotto l'estremità arrotondata. Il trago è bianco, lungo, stretto, affusolato ed un profondo incavo alla base posteriore. Le membrane alari sono nerastre. La coda è lunga ed è completamente inclusa nell'ampio uropatagio, il quale margine libero è frangiato con pochi peli sparsi.

### Ecolocazione
Emette ultrasuoni ad alto ciclo di lavoro sotto forma di impulsi di breve durata a frequenza modulata iniziale di 145,6-183,2 kHz, finale di 51,2–72 kHz e massima energia a 62,4-122,4 kHz

## Biologia

### Comportamento
Alcuni esemplari sono stati catturati all'interno di un nido abbandonato di Eurilaimidi.

### Alimentazione
Si nutre di insetti.

## Distribuzione e habitat
Questa specie è diffusa nella Thailandia peninsulare, Penisola malese, Sumatra e Borneo settentrionale.
Vive nelle foreste di Dipterocarpi e in zone disturbate vicino a foreste primarie fino a 400 metri di altitudine.

## Conservazione
La IUCN Red List, considerato il declino della popolazione di circa il 30% negli ultimi 15 anni a causa della deforestazione, classifica P.atrox come specie prossima alla minaccia di estinzione (Near Threatened).